# Jihočínská hornatina
Jihočínská hornatina (čínsky 东南丘陵, pinyin Dōngnán Qiūlíng, český přepis Tung-nan čchiou-ling, doslova Jihovýchodní pahorkatina), je rozsáhlé pásmo pahorkatin, vrchovin a hornatin v jihovýchodní Číně. Táhne se zhruba po hranicích provincií Chu-nan, Ťiang-si a Če-ťiang na severu a Kuang-si, Kuang-tung a Fu-ťien na jihu. Jejími nejvyššími částmi jsou Wu-i-šan (Chuang-kang, 2 158 m), Jüe-čcheng-ling (越城岭, 2 141 m) a Nan-ling (南岭, Le-čchang, 1 929 m); dále sem patří např. Luo-siao-šan a Taj-jün-šan. Běžná výška horských hřbetů je 500 až 1 000 m. Hory jsou ohraničeny dvěma velkými nížinami, na severu Dlouhé řeky (Čchang-ťiang), na jihu Perlové řeky (Sün-ťiang). Na východě je mělký (asi 60 m) Tchajwanský průliv (Tchaj-wan chaj-sia) odděluje od Tchaj-wanu.
Geologicky jde o zbytek prvohorní pevniny Katasie (mluvíme též o katasijském horském systému), přetvořené jenšanským vrásněním a následnou sopečnou činností. V autonomní oblasti Kuang-si převládá kras z prvohorních a triasových vápenců. Wu-i-šan je sopečného původu, vymodelován silnou erozí; jeho východní část je pískovcová.